# Sechs kleine Klavierstücke
Die Sechs kleinen Klavierstücke op. 19 von Arnold Schönberg bilden einen Zyklus aus sechs Stücken für Klavier. 

## Entstehung
Die sechs kleinen Klavierstücke entstanden 1911. Schönberg komponierte die ersten fünf Stücke am 19. Februar „wie in einem schöpferischen Rausch an einem einzigen Tag“. Das sechste Stück entstand am 17. Juni 1911 in Erinnerung an den am 18. Mai verstorbenen Komponisten Gustav Mahler. Die Uraufführung des Zyklus fand am 4. Februar 1912 in Berlin im Harmonium-Saal statt, Pianist war Louis Closson. Der Erstdruck von op. 19 erschien bei der Universal Edition in Wien im Oktober 1913.

## Analyse der Stücke
Die sechs kleinen Klavierstücke sind musikalische Miniaturen. Die Stücke weisen eine radikale Reduzierung der musikalischen Mittel auf. „Die charakteristischsten Merkmale dieser Stücke [… sind] ihre äußerste Ausdrucksstärke und ihre außerordentliche Kürze“. Die Stücke umfassen jeweils nur wenige Takte: Das erste Stück ist mit 17 Takten das längste, die Stücke zwei, drei und sechs stellen mit jeweils 9 Takten die kürzesten dar. Stück vier umfasst 13 Takte und Stück fünf 15 Takte. 

### I. Leichte zarte Achtel
Das Stück beginnt zweistimmig. Melodische Phrasen werden von eingestreuten Akkorden begleitet. Diese werden im Stück nicht ausgearbeitet, sondern erscheinen stets als Rudimente. Die Zweistimmigkeit erweitert sich in Takt vier zur Vierstimmigkeit, die bis in Takt sechs hineinreicht. Ab Takt sieben bis zum Schluss des Stücks bestimmen wieder die von Akkorden begleiteten Melodiefragmente das Bild. Die Begleitung besteht ab Takt acht aus einer Zweiunddreißigstel-Tremolofigur, die in ihrer Erscheinung als Höhepunkt der vielen das Stück durchlaufenden Figurationen schneller Notenwerte wahrgenommen werden kann. Die Figur findet ihrerseits ihren Höhepunkt in der Fermate in Takt 12, nachdem sie ab Takt zehn zur Ruhe gekommen ist. Die folgenden zwei Takte können als ein Ruhepunkt bestimmt werden. In der in Takt 15 einsetzenden dreitaktigen Koda werden verschiedene Elemente des Stücks noch einmal aufgegriffen: Die melodische Phrase der Unterstimme ist eine um eine Quarte nach oben transponierte aber kaum variierte Reprise der Unterstimme am Beginn des Stücks. Das chromatische Motiv b-h-b des letzten Takts ist in Takt drei bereits erklungen und auch der Klang im vorletzten Takt ist schon aus dem ersten Takt bekannt. Der Klang in der Unterstimme dis-h-e wird hier in veränderter Stellung und Lage wieder aufgenommen.

### II. Langsame Viertel
Das zweite Stück wird durch das Intervall einer Terz geprägt. Es beginnt mit der großen Terz g–h. Diese wird in den ersten drei Takten in einem regelmäßig synkopierten Rhythmus wiederholt. In Takt zwei tritt in der rechten Hand ein melodisches Element hinzu. Die Synkopierung der Terzen wird im vierten Takt verschoben. Ein neues Element wird im fünften Takt vorgestellt: ein arpeggierter Klang. Die in ihm enthaltene Terz ges–b wird im weiteren Verlauf des Taktes zwei Oktaven tiefer wieder aufgenommen. Die Töne treten hier in ihrer enharmonischen Verwechslung fis-ais auf und wirken doppelt leittönig zur folgenden Terz g–h. Eine Tonart lässt sich weder durch die insgesamt 26-mal auftretende Terz g–h noch durch diese leittönige Einführung begründen. In Takt sechs beginnt ein weiteres Melodiefragment, das schnell seinen Ruhepunkt in der Terz h–d findet. Die letzten drei Takte stellen dem g–h-Ostinato eine abwärts verlaufende Terzbewegung gegenüber. Das Stück schließt mit einem Sechsklang, der durch die das Stück prägende Terz g–h eingeführt wird und im zweiten Taktteil des letzten Taktes ergänzt wird. Der Schlussklang stellt sich als die Summe von zwei Terzschichtungen dar: g–h–es und fis–b–d.

### III. Sehr langsame Viertel
Mit einem Gegensatz, der die erste Hälfte des Stücks bestimmt, beginnt das dritte Stück. „In den ersten 4 Takten soll die rechte Hand durchaus forte, die linke durchaus pianissimo spielen.“ Diese Worte gibt Schönberg dem Beginn des Stücks bei. Die Basslinie „in einer quasi orchestralen Art“ tritt also dynamisch deutlich hinter die übrigen Stimmen zurück. Hans Heinz Stuckenschmidt begründet die Entscheidung Schönbergs zur Verwendung einer Oktavlinie damit, dass hierdurch die Deutlichkeit der Basstöne gesichert werden konnte. Das Verfahren der Oktavverdopplung wendet Schönberg in dieser Schaffensphase äußerst selten an, nur wenn zwingende Gründe vorliegen. Die Merkmale der Linie sind ihre rhythmische Ruhe und die diatonische Einfachheit. Der Tonvorrat der verwendeten Skala (b–c–des–es–e–f–as) weist Ähnlichkeit mit der b-Moll-Skala auf. Die Oberstimmen kontrastieren die Basslinie mit einem drei- bis vierstimmigem Gewebe, das die in den Unterstimmen nicht verwendeten Töne h-d-fis-g-a melodisch und akkordisch ebenfalls verarbeitet. 
Im zweiten Teil des Stücks agieren die Stimmen dynamisch auf gleichem Niveau. Der vier- bis fünfstimmige Abschnitt entwickelt sich in ruhigen Vierteln und Achteln von einem piano bis zum dreifachen piano.
Die beiden Teile des Stücks weisen Analogien auf. In der Unterstimme erklingen in den letzten beiden Takten insgesamt zwei Staccato-Akkorde, deren Basstöne es-b die Umkehrung des ersten melodischen Schritts der Basslinie in Takt 1 bilden. Der letzte Akkord b–d–g–a ist eine Transposition des ersten Akkords d–fis–h–cis in der Oberstimme am Beginn des Stücks. Weitere Analogien entstehen durch Variation, wie zum Beispiel der Quintfall in Takt 1 in der Unterstimme, der in Takt 5 zu einem Sprung über eine übermäßige Quinte variiert wird. Außerdem wandelt das Intervall sich in Takt 7 in der Oberstimme zu einer verminderten Quinte und in Takt 8 zu einer kleinen Sexte.

### IV. Rasche, aber leichte Viertel
Das vierte Stück besitzt den Charakter eines Rezitativs: Die Melodielinien werden von vereinzelten Akkorden begleitet. 
Die Melodielinien des Stücks treten in zwei Erscheinungsformen auf. Die erste Melodiephrase (Phrase A), die sich vom Beginn des Stücks bis in Takt 2 erstreckt, ist von konsonanten Intervallen geprägt. Die zweite Phrase (Phrase B) besteht genau wie die erste aus sechs Tönen. Diese sind aber durch dissonante Intervallschritte von Sekunden und Septimen bestimmt. Die weiteren Melodieelemente sind Variationen dieser beiden Formen. Die sich in Takt 3 direkt anschließende Phrase entstammt Phrase B ebenso wie die Melodieteile in den Takten 7 bis 9, die zweite Hälfte des Takts 10 sowie in den Takten 4 und 5 in der Unterstimme, hier in sehr fragmentarischer Form. Phrase A wird im ersten Teil des Takts 10 variiert wieder aufgegriffen. Das Prinzip der Variation ist auch an größeren Formteilen erkennbar: Der gesamte zweite Teil des Stücks (Takte 7–13) kann als Variation des ersten Teils (Takte 1–6) gesehen werden. In einer aktuellen Analyse wird in dem IV. Stück eine horizontale Achsensymmetrie nachgewiesen; als Symmetrieachse fungiert dabei die einzige pedalisierte Passage (in T. 4/5). Auf Grund dieser Achsensymmetrie erweist sich das Stück als Sonderform eines Palindroms.

### V. Etwas rasche Achtel
Das fünfte Stück offenbart einen zarten Lyrismus, der schon durch die Spielanweisung in der Partitur deutlich wird (zart, aber voll). Das Stück besteht aus einer einzelnen Melodie mit Begleitung. Der Charakter der Melodie ist sehr gesanglich. Abgeschlossen wird das Stück durch eine viertaktige Coda. Im Stück werden Anklänge an den gesamten Zyklus hörbar: Die Begleitstimmen der Takte 7–8, in denen die Melodie zu einem Ruhepunkt kommt, erinnern an die Takte 4 und 5 des ersten Stücks. Das vermehrte Vorkommen der Terzen in den Takten 12–15 schafft eine Erinnerung an das zweite Stück. Die Schlussakkorde des vierten Stücks führen das Ohr des Hörers in das den Zyklus abschließende sechste Stück ein. Die Struktur der Klänge aus drei Tönen weist schon hier auf die Akkorde des Schlussstücks hin.

### VI. Sehr langsame Viertel
Wie eine ruhige Vision huscht das sechste Stück „sehr langsam“ und in einer verhaltenen Dynamik am Ohr des Hörers vorbei. Es beginnt im pianissimo. Der dynamische Höhepunkt befindet sich in Takt 7, ein piano, das kurz crescendiert wird. Feinste dynamische Abstufungen reichen über ein pianissimo und ein dreifaches piano bis hin zu einem vierfachen pianissimo. 
Ein Sechsklang bildet als Zentralklang die motivische Basis des Stücks. Auftaktig setzen die ersten drei Töne a–fis–h ein, nach drei Vierteln wird der Klang durch die Töne g–c–f angereichert. Diese Kombination tritt im Stück insgesamt viermal auf, jedoch stets in variierter Form. Sie unterscheiden sich durch die Länge des Klangs sowie die rhythmischen Werte der Aufeinanderfolge: Beim ersten wie auch beim zweiten Auftreten klingt der obere Akkord um drei Viertel vor, beim dritten und vierten Mal jeweils nur eine Viertel. Das statische Klangbild wird durch kleine melodische Vorgänge unterbrochen. Vom dritten bis in den vierten Takt erklingt ein Seufzermotiv dis–e–dis. Das e’’’ ist dabei gleichzeitig kleine Sekunde zu dis’’’ und kleine None zu dis’’. Der Seufzer ist ein Rückbezug auf den Sechsklang im ersten Takt des Stückes. Durch den Sekunden- bzw. Nonenschritt erinnert er an die Dissonanz f–fis im ersten Klang. 
Die nächsten melodischen Gänge sind in den Takten 5 und 6 zu finden. Der Akkord a–fis–h wird durch den Akkord c–f–b, einer Variation des Akkords der Unterstimme aus dem ersten Takt, abgelöst. Dabei bilden melodisch die beiden oberen Töne beider Akkorde eine übermäßige Oktave (h–b bzw. fis–f) oder enharmonisch verwechselt eine kleine None. Auf der letzten Viertelnote des fünften Takts schiebt sich auch der Akkord in der Unterstimme abwärts. Über der Septime e–d setzt das Seufzermotiv gis–fis ein, hier als Variation des ersten Seufzers aus Takt 3–4 in verkürzter Form. 
Die Klanglichkeit des Sechsklangs fehlt in Takt 7 vollkommen, die Melodie tritt unbegleitet hervor. In ihr findet sich ein weiterer Bezug zum Seufzermotiv. Über zwei Oktaven gespannt ist d–cis–d die rhythmisch variierte Umkehrung des Seufzers aus Takt 3–4. Auch die Tonfolge fis–es (enharmonisch dis) ist mit dem dritten Takt eng verbunden. Die Melodie wird in Takt 8 in die Mittelstimmen verlagert, das Seufzermotiv ist hier zweimal zuhören (e–es und fis–g). Umrahmt werden sie von einem fünftönigen Akkord. Nach einer Generalpause wird im Schlusstakt der Sechsklang aus dem ersten Takt noch einmal aufgegriffen. Die melodische Bewegung verdünnt sich, „wie ein Hauch“ erklingen im Bass die Töne b–as als weitere Variation des Seufzermotivs.

## Hinweise zur Aufführung der Stücke
Schönberg legte großen Wert auf eine angemessene Ausführung seiner sechs Klavierstücke. Die erste Seite der Partitur gibt einen wichtigen Hinweis: „Nach jedem Stück ausgiebige Pause; die Stücke dürfen nicht ineinander übergehen!“ Die Stücke sollten mit einem sehr ruhigen Gestus vorgetragen werden. Diese Forderung Schönbergs bereitete den Ausführenden häufig Probleme. Über eine Probe der Klavierstücke mit dem Pianisten Egon Petri am 22. Januar 1912 vertraut Schönberg folgenden Eintrag seinem Tagebuch an: „Er wird die Stücke wahrscheinlich ausgezeichnet spielen. Mindestens klavieristisch. Im Ganzen nahm er alles zu rasch; oder vielmehr zu eilig. Ich sagte zu Webern: zu meiner Musik muß man Zeit haben. Die ist nichts für Leute, die anderes zu tun haben. Aber es ist jedenfalls ein großes Vergnügen, seine Sachen von jemandem zu hören, der sie technisch vollkommen beherrscht.“